# Pterotricha mauritanica
Espèce
Pterotricha mauritanica est une espèce d'araignées aranéomorphes de la famille des Gnaphosidae.

## Distribution
Cette espèce est endémique de Mauritanie.

## Étymologie
Son nom d'espèce lui a été donné en référence au lieu de sa découverte, la Mauritanie.

## Publication originale
- Denis, 1945 : Descriptions d'araignées nord-africaines. Bulletin de la Société d'Histoire naturelle de Toulouse, vol. 79, p. 41-57.